# Neologe Synagoge (Košice)

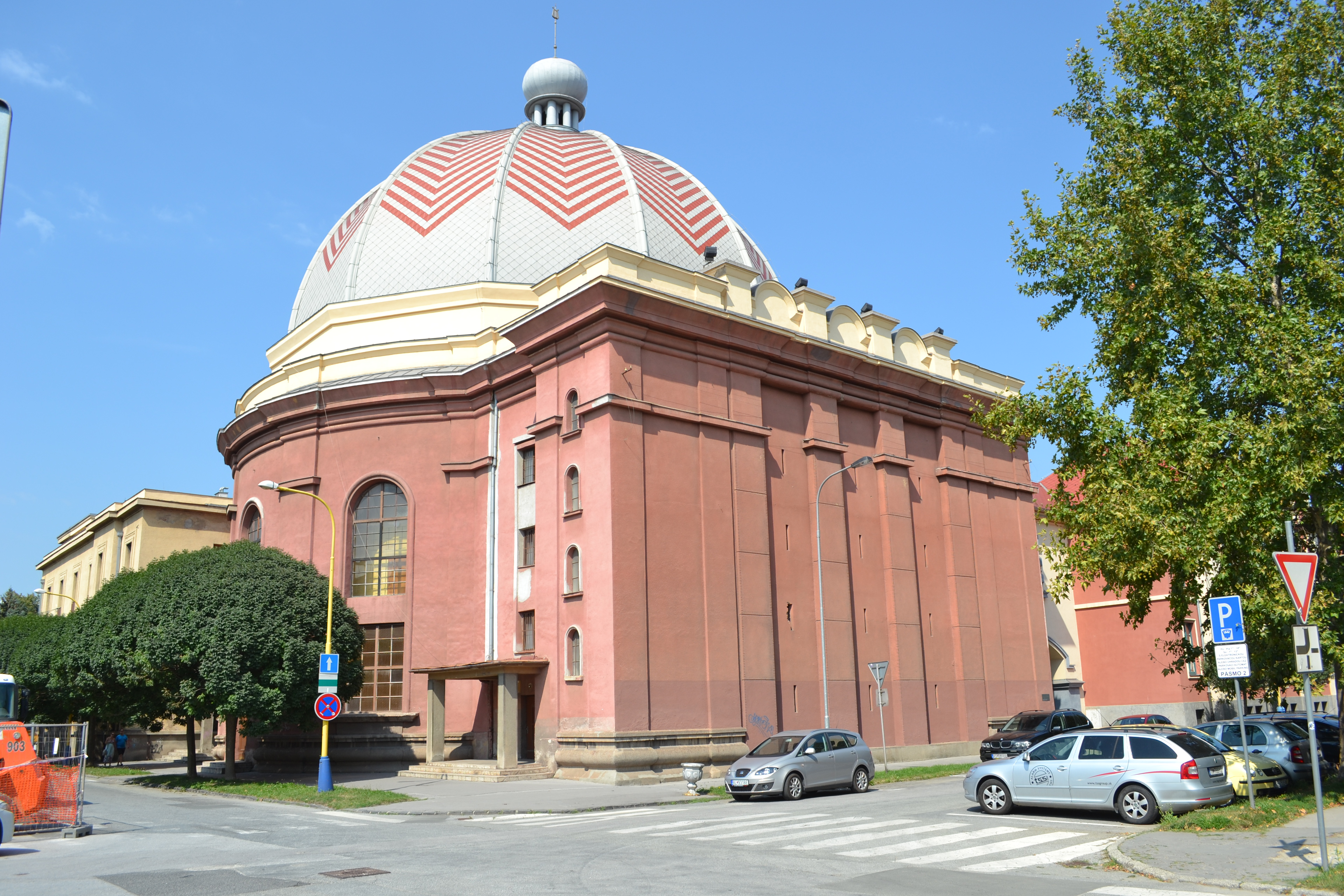
Ehemalige Synagoge

Die Neologe Synagoge in Košice, einer Stadt in der Ostslowakei, wurde 1926/27 errichtet. Die Synagoge im Zentrum der Stadt beherbergt heute die Philharmonie und wird gemeinhin als "Haus der Kunst" (slowak.: Dom umenia) bezeichnet.

## Geschichte
Im Jahr 1924 tauschte die neologische Gemeinde in Košice ihre Synagoge mit der der Status-quo-ante-Gemeinde. Während diese ihre neue Synagoge nun nach ihren Bedürfnissen umbaute, riss die neologische Gemeinde ihr neu erworbenes Gebäude ab und baute eine völlig neue Synagoge. Diese wurde 1927 fertiggestellt. Nach dem Zweiten Weltkrieg, in dem der Großteil der jüdischen Bevölkerung ermordet wurde, übernahm die Stadtverwaltung in den 1950er Jahren das Gebäude und baute es wesentlich um. Eine Vorhalle ersetzte den vorherigen, dem Gesamtstil angepassten Portikus. Auch der Innenraum wurde stark verändert. Der große metallische Davidstern auf der Kuppel wurde entfernt und auf dem jüdischen Friedhof von Košice in die Holocaust-Gedenkstätte integriert.
Seit dem Umbau ist die staatliche Philharmonie hier untergebracht.

## Architektur
Das Synagogengebäude ist ein herausragendes Beispiel ungarischer Neobarock-Architektur der Zwischenkriegszeit. Das monumentale Bauwerk wird von einer Kuppel dominiert, die einen Durchmesser von 24 m und eine Höhe von 37 m hat. Die (abgerissenen) Säulen des Portikus waren 25 m hoch.
Das Gebäude bot Platz für 1100 Menschen, der sich auf die Haupthalle im Erdgeschoss und die halbkreisförmige Frauenempore verteilten.